# Sandefjord Peaks
Die Sandefjord Peaks umfassen drei kegelförmige Berge im westlichen Teil von Coronation Island im Archipel der Südlichen Orkneyinseln. Der höchste von ihnen erreicht 635 m. Sie markieren das südwestliche Ende des Pomona-Plateaus.
Wissenschaftler der britischen Discovery Investigations benannten den südlichsten der drei Berge 1933 als Sandefjord Peak nach der benachbarten Sandefjord Bay. Das UK Antarctic Place-Names Committee entschied 1955 nach Vermessungen durch den Falkland Islands Dependencies Survey im Jahr 1950, die Benennung auf alle drei Berge auszudehnen.